# Curtatone
Curtatone (Cürtatùn in dialetto mantovano) è un comune italiano sparso di 14 745 abitanti della provincia di Mantova in Lombardia. La sede comunale è nella frazione di Montanara. Nel 2002 ha ricevuto il titolo onorifico di città.

## Geografia fisica

### Posizione
Il territorio comunale di Curtatone si estende su una superficie di 67,45 km² occupando una porzione nel tratto centro meridionale della pianura mantovana. I confini amministrativi interessano:
- a Nord i comuni di Rodigo e di Porto Mantovano
- a Nord-Est il comune di Mantova
- ad Est e Sud-Est il comune di Borgo Virgilio
- ad Ovest i comuni di Marcaria e Castellucchio

Curtatone è delimitato a nord dal fiume Mincio che proprio entrando nel suo territorio si allarga a formare il lago Superiore, primo dei laghi che contornano la città di Mantova. Ne consegue che una porzione importante del comune di Curtatone è inserito nel Parco regionale del Mincio.

### Idrografia
I corsi d'acqua pubblici vincolati, ricadenti all'interno del territorio comunale, sono:
- 20200091 - Fiume Mincio, laghi di Mantova e anche rio di Mantova
- 20200090 – Scolo Fossaviva e fosso dei Gamberi
- 20200096 - Cavo Osone Vecchio
- 20200095 – Cavo Osone Nuovo e Seriola Marchionale

### Geologia e altimetria
Il territorio è interamente pianeggiante, con piccolissimi dislivelli di quota altimetrica (da una quota massima di m 25.50 s.l.m. ad una quota minima di m 14.00 s.l.m.).

### Sismicità
Il territorio del comune è classificato con la Delibera della Giunta Regionale della Lombardia dell'11 luglio 2014 n.2129 entrata in vigore il 10 aprile 2016 in zona 3 (a sismicità bassa), cui corrispondono valori di accelerazione di picco orizzontale del suolo (ag), con probabilità di superamento del 10% in 50 anni, compresi tra 0,05·g e 0,15·g (dove g è l'accelerazione di gravità).

### Clima
Dal punto di vista climatico il territorio comunale appartiene alla parte centro-orientale della Pianura Padana, zona caratterizzata da una certa uniformità climatica, con inverni rigidi e nebbiosi ed estati calde e afose, e in cui si risente dell'effetto barriera dell'arco alpino.
Tale clima è definito in letteratura "sottotipo moderato di tipo continentale", da alcuni autori, o "subtropicale di tipo umido", da altri.
In generale, si registrano piogge limitate (da 600 a 1000 mm), ma ben distribuite nell'anno, temperature medie annue tra 11 e 14 °C, nebbie frequenti, ventosità ridotta con molte ore di calma, elevate umidità relative e frequenti episodi temporaleschi.

## Origini del nome
A conferma della importante presenza romana il nome di Curtatone, secondo la tradizione, sembra derivare dalla presenza di un accampamento romano comandato dal console Curtius Odonis. Più probabilmente l'attuale denominazione è dovuta a una modificazione in lingua volgare del termine latino Curtis.

## Storia
Testimonianza del dominio romano sul territorio di Curtatone sono le due strade rettilinee e parallele che tagliano il territorio comunale, potendo le stesse rappresentare gli antichi decumani, questi ultimi altresì paralleli alla più settentrionale via Postumia.
In epoca medievale fu edificato un castello denominato "Curtatono" che fu incluso, a tutela di Mantova, nel sistema difensivo denominato "Serraglio". L'importanza strategica del territorio determinò una proprietà diretta dei signori di Mantova, prima dei Bonacolsi e successivamente dei Gonzaga.
Curtatone deve la propria celebrità all'evento che interessò il suo territorio durante la Prima guerra d'indipendenza italiana nel 1848: la Battaglia di Curtatone e Montanara, uno scontro militare che vide, il 29 maggio 1848, 6 000 volontari, in maggioranza studenti universitari toscani a cui si aggregarono un cospicuo numero di napoletani, impegnati contro il ben più organizzato e numeroso esercito austriaco (32 000 soldati) comandato da Radetzky. Da allora le frazioni del comune, Curtatone e Montanara, entrarono a far parte definitivamente della storia del Risorgimento italiano.
Al termine della Seconda guerra d'indipendenza italiana, dopo la Pace di Zurigo del 1859 il territorio comunale fu diviso, con le tre frazioni di San Lorenzo, Ronchi e Balconcello, annesse al Regno di Sardegna all'interno della provincia di Cremona. Il comune di Curtatone veniva successivamente riunificato, dopo la Terza guerra d'indipendenza italiana, con la ricostituzione nel 1868 della provincia di Mantova.
Negli stessi luoghi della battaglia risorgimentale nei pressi della frazione di Curtatone, per la precisione in "Valletta Aldriga", il 19 settembre 1943 dieci militari italiani furono trucidati dai tedeschi. Altresì nel corso della stessa Seconda guerra mondiale, nei pressi della frazione di San Silvestro, il 23 dicembre 1944, una bomba sganciata accidentalmente da un cacciabombardiere anglo-americano, colpì la “Casa dei vetri”, che fu poi il primo embrione della “Casa del Sole”. All’epoca la struttura ospitava un gruppo di orfanelli, sfollati dall’istituto Soncini di Mantova. Furono 11 i bambini che morirono insieme a una giovane suora.
Recenti studi (2014) farebbero risalire Ponteventuno, frazione di Curtatone, ad uno dei luoghi in cui avvenne nel 452 lo storico incontro tra Attila e papa Leone I, che fermò le incursioni del condottiere unno.

## Monumenti e luoghi d'interesse

### Architetture religiose

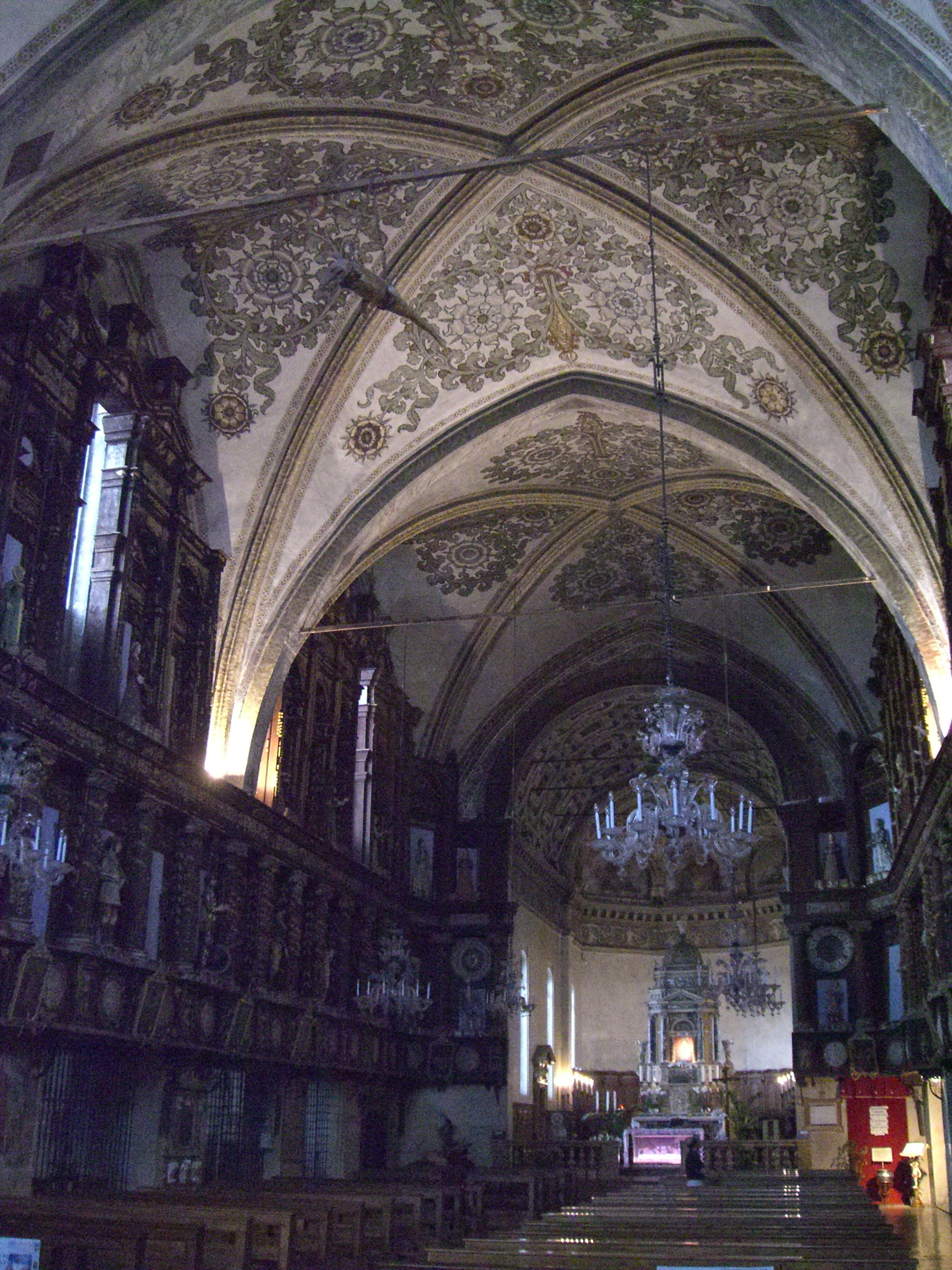
Interno del Santuario delle Grazie

- Il Santuario della Beata Vergine delle Grazie è una chiesa di stile gotico lombardo, dedicata alla Beata Vergine Maria, che sorge nella frazione “Le Grazie”. Edificata su un ampio piazzale, la basilica sovrasta e s'affaccia sulle acque palustri del Mincio creando un'atmosfera suggestiva per le numerose comitive di turisti e fedeli devoti alla Madonna.
- Della Chiesa di Montanara si hanno notizie molto antiche; nel 1151 si chiamava Santa Maria in Prato Lamberto, ma di quell'antico edificio non resta più nulla. Prima dell'attuale chiesa certamente ne esisteva un'altra, ne fa fede il campanile di epoca quattrocentesca, in stile gotico - lombardo giunto fino ai nostri giorni.
- La chiesa di S. Marco a Buscoldo è di epoca tardo-barocca (1760-1792)
- A Buscoldo si trova anche il santuario della Beata Vergine del Buon Consiglio. Questo santuario, detto anche "Madonnina della Torre", è stato costruito nel 1747 nei pressi di Buscoldo.

### Architetture civili
- Palazzo del Diavolo, risalente al XVIII secolo, nella frazione di San Silvestro.
- Palazzo Zanetti-Cavalcabò, del XVII secolo, nella frazione di Montanara[17]
- Villa dei Vetri,[18] detta anche Villa Brunoris[19][20] nella frazione di San Silvestro, costruzione del diciannovesimo secolo caratterizzata dall'utilizzo di materiale da costruzione d'avanguardia per l'epoca, come metalli, ghisa in particolare, e vetro. Oggi la villa ospita la Casa del Sole,[21] istituzione benefica voluta da Vittorina Gementi, che da oltre cinquant'anni si occupa della riabilitazione di bambini e ragazzi disabili.
- Villa di Corte Eremo, costruita nel 1757 per volere del marchese Ludovico Remesino; all'interno dell'edificio, situato nella frazione di Eremo, si trova un salone elevato su tre livelli e sviluppato su una pianta ottagonale.[22]
- Ponte Navazzone.
- Monumento ai caduti della Battaglia di Curtatone e Montanara inaugurato nella frazione di Curtatone il 29 maggio 1870.[23]

## Società

### Evoluzione demografica
Abitanti censiti

### Etnie e minoranze straniere
Al 31 dicembre 2022 la popolazione straniera è di 652 persone, pari al 4,46%.

## Cultura
L'evento culturale più rilevante del comune di Curtatone è l'Incontro Nazionale dei Madonnari che nel piazzale del Santuario della Beata Vergine vede confrontarsi i pittori di strada denominati anche madonnari, nel corso della fiera delle Grazie, competizione che si svolge tra il pomeriggio del 14 e quello del 15 agosto.
Nella frazione di Buscoldo si trova il Teatro Verdi, costruito nei primi anni del '900. Strettamente legato alle vicende storiche che hanno interessato la città nel secolo scorso, dagli anni '90 è di proprietà comunale. Ospita regolarmente una stagione lirica fin dal 1995, ed è, di fatto, uno dei centri della cultura musicale più attivi della provincia mantovana.

## Geografia antropica

### Frazioni

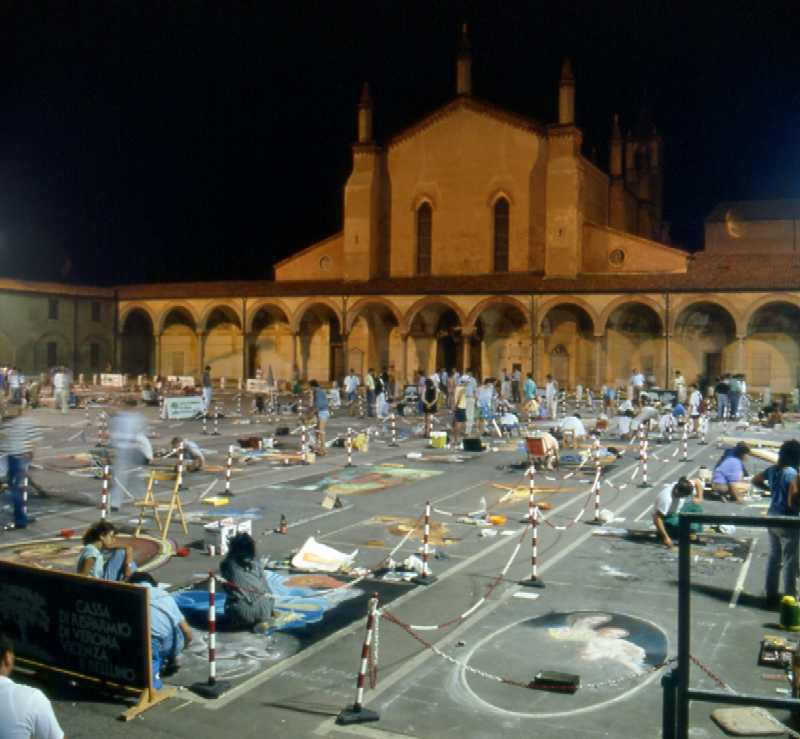
Madonnari nel piazzale del santuario delle Grazie

I centri abitati più importanti sono sette, Buscoldo, San Silvestro, Levata, Montanara, Eremo, Grazie e Ponteventuno mentre il restante territorio non urbanizzato è quasi totalmente bonificato e irrigato. Piccoli agglomerati storicamente costituiti da pochi edifici, come Levata, San Silvestro, Eremo e Montanara hanno avuto a partire dagli anni sessanta del XX secolo un'esplosione urbanistica che ha reso disponibili, ovviamente anche a prezzi più modici, tipologie di residenza, abitazioni mono-bifamiliari, offerti in misura insufficiente dal mercato immobiliare della città di Mantova. Le frazioni centrali hanno di fatto soddisfatto l'esigenza espansiva verso sud della vicina città.
La distribuzione della popolazione degli ultimi decenni ha altresì reso più periferico il nucleo urbano di Buscoldo, storicamente il più importante del comune.

## Infrastrutture e trasporti

### Strade
Il territorio è attraversato radialmente dalle seguenti strade principali:
- ex S.S. 10 “Padana Inferiore"
- ex S.S. 420 “Sabbionetana"
- la S.P. 57 "Mantova - Viadana"

Ad est, immediatamente fuori dai confini comunali, è lambito dalla ex S.S. 62 “Cisa” in direzione Reggio‐Emilia ed a nordest dalla Tangenziale Sud di Mantova.
Le tre statali, radiali alla città di Mantova, trovano, nella S.P. 29 “Spolverina”, la tangenziale urbana di Mantova e nella S.P. 55 Gazoldo‐Borgoforte e nella S.P. 56 Borgoforte‐Marcaria le due radiali esterne.

### Ferrovie
La stazione di Levata è posta sulla linea ferroviaria Mantova-Modena, gestita da Tper e Trenitalia.
La linea Mantova-Cremona attraversa il territorio comunale senza effettuare fermate ed è gestita da Trenord.
Nel 1886 furono inaugurate le tranvie Mantova-Asola e Mantova-Viadana, esercite con trazione a vapore dalla società Valentini e Mazzorin, che avevano una fermata e una stazione rispettivamente a Curtatone e nella frazione Montanara; un'ulteriore stazione era presente in località Grazie. Rilevate dall'Amministrazione provinciale, tali linee furono soppresse nel 1933 ad eccezione dei tratti Mantova-Grazie e Mantova-Montanara, elettrificati nel 1926 e integrati nella rete tranviaria di Mantova, rimanendo in esercizio fino al 1953 sotto la gestione delle Tranvie Elettriche Mantovane.

## Amministrazione
| Periodo           | Periodo           | Primo cittadino  | Partito                         | Carica  | Note   |
| ----------------- | ----------------- | ---------------- | ------------------------------- | ------- | ------ |
| 12 maggio 1985    | 5 maggio 1990     | Attilio Flisi    | PSI                             | Sindaco |        |
| 6 maggio 1990     | 22 aprile 1995    | Claudio Calanca  | PSI                             | Sindaco |        |
| 23 aprile 1995    | 12 giugno 1999    | Carlo Beduschi   | Lista civica di centro-sinistra | Sindaco |        |
| 13 giugno 1999    | 12 giugno 2004    | Cesare Rubini    | Lista civica                    | Sindaco | [ 29 ] |
| 13 giugno 2004    | 2 aprile 2005     | Ezio Gatti       | Lista civica                    | Sindaco |        |
| 3 aprile 2005     | 27 marzo 2010     | Ezio Gatti       | Lista civica di centro-destra   | Sindaco |        |
| 28 marzo 2010     | 30 maggio 2015    | Antonio Badolato | Lista civica                    | Sindaco |        |
| 31 maggio 2015    | 19 settembre 2020 | Carlo Bottani    | Lista civica Curtatone avanti   | Sindaco |        |
| 20 settembre 2020 | in carica         | Carlo Bottani    | Lista civica Curtatone avanti   | Sindaco |        |